# Assistance publique - Hôpitaux de Paris
Pour les articles homonymes, voir Assistance publique.
L’Assistance publique – Hôpitaux de Paris (AP-HP) est l'établissement public de santé français qui exerce le rôle de centre hospitalier universitaire pour Paris et l'Île-de-France. Elle emploie près de 100 000 personnes,, parmi lesquelles un personnel médical, agent du service public, et un personnel paramédical, médico-administratif et médicotechnique relevant de la fonction publique hospitalière (FPH). Le siège de l'AP-HP est situé au sein de l'hôpital Saint-Antoine, sis au 55, boulevard Diderot dans le 12e arrondissement de Paris. L'AP-HP est l'héritière de la direction générale de l'Assistance publique, autrefois chargée de la gestion et de l'administration des hôpitaux franciliens.

## Historique

### Les hôpitaux parisiens
Les établissements de l'AP-HP ont été fondés à différentes époques, depuis le Moyen Âge (Hôtel-Dieu, 829) jusqu'à l'époque moderne (hôpital européen Georges-Pompidou, 2000).
Initialement, l'assistance aux pauvres et aux malades est principalement l'affaire de l'Église et se base sur la charité. Des congrégations religieuses et de particuliers fonderont également des hospices et autres institutions par la suite.
Sous l'époque révolutionnaire, deux changements importants sont opérés : nationalisation du patrimoine hospitalier puis remise de la gestion des établissements sanitaires aux communes.

### Création d'une administration centrale
Les hospices parisiens (ainsi que d'autres organismes comme le Secours à domicile) sont regroupés pour la première fois en 1801 sous la direction du Conseil général des hospices de Paris,,, qui a pour vocation d'administrer ces institutions et leurs missions d'assistance sanitaire et sociale. Par la suite, la loi du 10 janvier 1849 dissout le Conseil et le remplace par l'Administration générale de l’Assistance Publique à Paris.
D'autres établissements sont venus s'ajouter entre le XIXe siècle et le XXIe siècle, cependant que le statut de l'Assistance Publique se rapproche de celui des autres hôpitaux. Les ordonnances de la réforme Debré de 1958 instaurant les CHU et les décrets du 22 juillet 1961 assimilent l'Assistance publique aux hôpitaux publics (avec toutefois d'importantes différences) et recentre ses missions autour du soin, de l'enseignement et de la recherche. Les services sociaux (aide à l'enfance, protection maternelle et infantile, etc.) sont transférés au département ou à la ville de Paris. 
Ce changement est suivi en 1991 par un changement de nom : l'« Administration générale de l'Assistance publique à Paris » devient l'« Assistance Publique – Hôpitaux de Paris ».

## Chiffres clés
| Indicateur         | Précisions                                                 | 2009                                                                             | 2014                                         | 2016                                         | 2017                                         | 2018                                         | 2019                                        | 2020                                        |
| ------------------ | ---------------------------------------------------------- | -------------------------------------------------------------------------------- | -------------------------------------------- | -------------------------------------------- | -------------------------------------------- | -------------------------------------------- | ------------------------------------------- | ------------------------------------------- |
| Établissements     | Groupes hospitalo-universitaires                           | 12 (GH) liés à des universités franciliennes                                     | 12 (GH) liés à des universités franciliennes | 12 (GH) liés à des universités franciliennes | 12 (GH) liés à des universités franciliennes | 12 (GH) liés à des universités franciliennes | 6 (GH) liés à des universités franciliennes | 6 (GH) liés à des universités franciliennes |
| Établissements     | Hopitaux                                                   | 37                                                                               | 39                                           | 39                                           | 39                                           | 39                                           | 39                                          | 39                                          |
| Moyens humains     | Soignant (hospitalier, médico-technique et socio-éducatif) | 71 800 personnel non médical (PNM), dont 16 700 infirmiers                       | 55 051                                       | 53 800                                       | 52360                                        | 57595                                        | 53470                                       | 53330                                       |
| Moyens humains     | Administratif                                              | 71 800 personnel non médical (PNM), dont 16 700 infirmiers                       | 8 731                                        | 14290                                        | 14020                                        | 16411                                        | 11845                                       | 12232                                       |
| Moyens humains     | Technique et ouvrier                                       | 71 800 personnel non médical (PNM), dont 16 700 infirmiers                       | 5 821                                        | 14290                                        | 14020                                        | 16411                                        | 11845                                       | 12232                                       |
| Moyens humains     | Medical                                                    | 20 660                                                                           | 12 500                                       | 12 500 (soit 7593 ETP)                       | 12 300 (soit 7766 ETP)                       | 13220 (soit 7 770 ETP)                       | 12228 (soit 7 752 ETP)                      | 12148 (soit 7 875 ETP)                      |
| Moyens humains     | Internes                                                   | 20 660                                                                           | 3 000                                        | 4 920                                        | 3534                                         | 3680                                         | 3838                                        | 3973                                        |
| Budget             | Budget annuel                                              | - en 2008 : 6,5 milliards - en 2007 : 5,99 milliards - en 2006 : 5,84 milliards  | 7 milliards                                  | 7,5 milliards                                | 7,5 milliards                                | 7,5 milliards                                | 7,6 milliards                               | 7,8 milliards                               |
| Budget             | Dépenses de personnel                                      | - en 2008 : 3,98 milliards - en 2007 : 3,89 milliards - en 2006 : 3,77 milliards | 4,234 milliards                              | 4,3 milliards                                | 4,4 milliards                                | 4,4 milliards                                | 4,4 milliards                               | 4,8 milliards                               |
| Capacité d'accueil | Places de jour                                             | 1 681                                                                            | 2001                                         | 2674                                         | 2719                                         | 2823                                         | 2843                                        | 2823                                        |
| Capacité d'accueil | Lits                                                       | 22 474                                                                           | 20704                                        | 21 190                                       | 20 420                                       | 20 098                                       | 20547                                       | 20547                                       |
| Capacité d'accueil | Lits soins intensifs (réanimations)                        | 350                                                                              |                                              |                                              |                                              |                                              |                                             |                                             |
| Capacité d'accueil | Consultations (millions)                                   | 4,686                                                                            | 5,2                                          | 5,3                                          | 5,25                                         | 5,21                                         | 5,15                                        | 4,29                                        |
| Capacité d'accueil | Urgences (millions)                                        | 1                                                                                | 1,1                                          | 1,4                                          | 1,4                                          | 1,5                                          | 1,4                                         | 1,17                                        |
| Capacité d'accueil | Prises en charge (millions)                                | 1 (court séjour)                                                                 | 7                                            | 10                                           | 8.3                                          | 8.3                                          | 8.2                                         | 6,9                                         |

## Administration

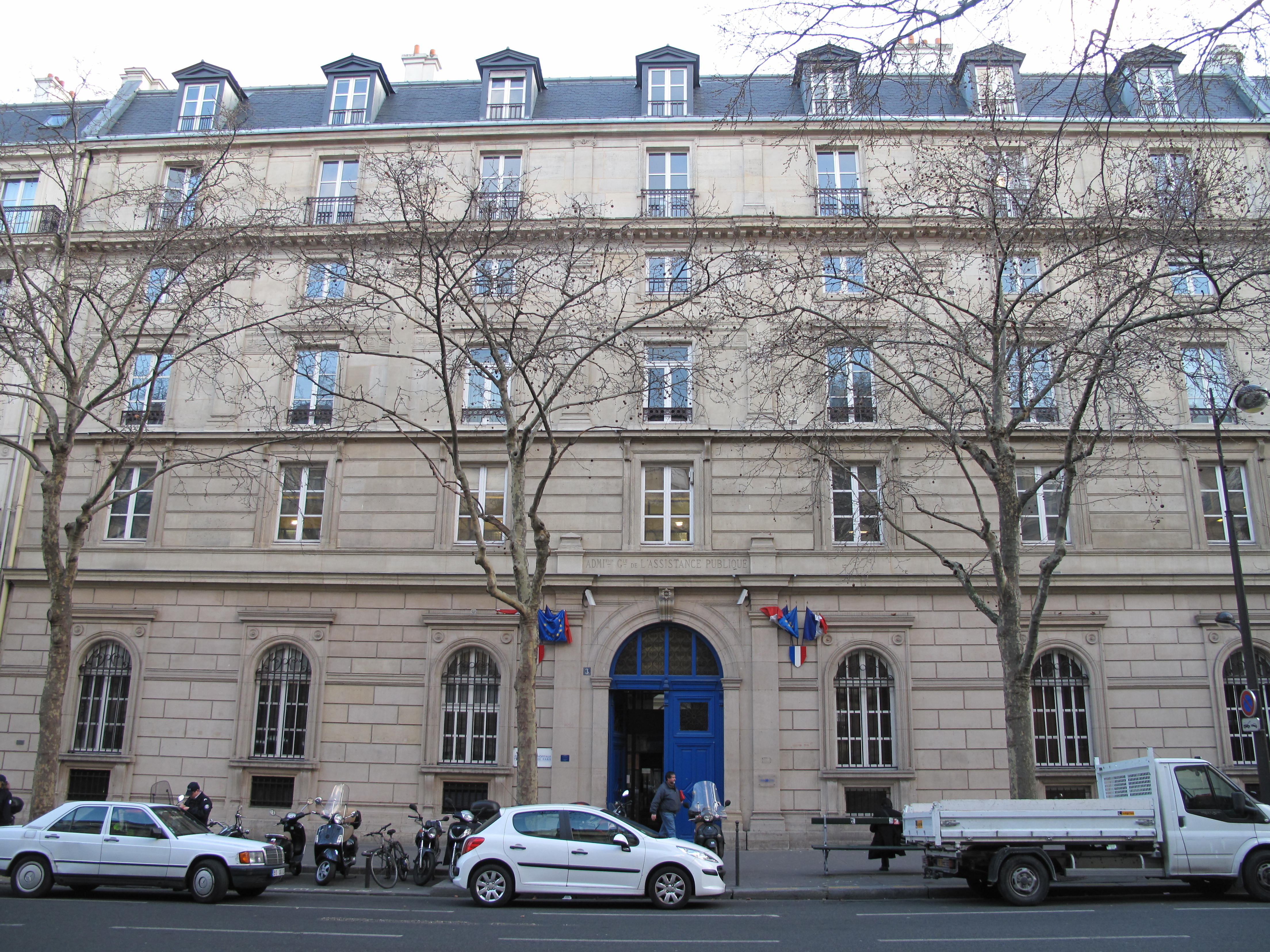
Le siège historique de l'AP-HP, 3, avenue Victoria (4e arrondissement de Paris).

L'AP-HP est soumise à la plupart des dispositions législatives et réglementaires relatives aux établissements publics de santé ; elle dispose toutefois d'un statut qui diffère sur certains points, comme c'est le cas pour le CHU de Lyon et celui de Marseille. Elle est régie par l'article L.6147-1 et les articles R.6147-1 à R.6147-16 du code de la santé publique.

### Gouvernance de l'établissement public
La gouvernance de l'AP-HP a été modifiée en 2010 par la mise en œuvre de la loi du 21 juillet 2009 dite « Hôpital, patients, santé et territoire » (abrégée en HPST).

#### Directoire
L'AP-HP est dirigée par un directeur général assisté de trois directeurs généraux adjoints. Ces deux personnalités sont nommées par décret en conseil des ministres et occupent des emplois dits « à la discrétion du Gouvernement français ». Le directeur général est assisté d'un directoire de neuf membres.
Le directoire va appuyer et conseiller le Directeur général dans la gestion et le pilotage de l’institution. Il lui revient d’approuver le projet médical de l’établissement et de préparer le plan stratégique.
Le directoire est par ailleurs une instance de concertation obligatoire et préalable aux décisions du directeur général sur un grand nombre de sujets comme le contrat pluriannuel d’objectifs et de moyens (« CPOM »), la politique d’amélioration de la qualité et de la sécurité des soins, la politique d’amélioration des conditions d’accueil et de prise en charge des usagers, le programme d’investissement, l’état prévisionnel des recettes et des dépenses (EPRD) et les tarifs des prestations hospitalières, l’organisation interne de l’AP-HP, les contrats de pôle passés entre le directeur général et les chefs de pôle, les actions de coopération interhospitalières, les questions patrimoniales et le règlement intérieur.

#### Conseil de surveillance
Le conseil de surveillance se prononce sur la stratégie de l’AP-HP et exerce un contrôle permanent sur la gestion de l’institution. Il est composé de trois collèges de cinq membres chacun : le collège des représentants des collectivités territoriales, le collège des représentants du personnel et celui des personnalités qualifiées.
Claude Évin, directeur général de l’agence régionale de santé (ARS) d’Île-de-France, a signé le 16 juin 2010 l’arrêté relatif à la composition du conseil de surveillance, prévue par la loi « hôpital, patients, santé et territoires » (loi HPST).
Le conseil de surveillance est présidé par Anne Hidalgo, maire de Paris. Sa vice-présidente est Anne Souyris, adjointe à la maire de Paris chargée de toutes les questions relatives à la Santé et aux relations avec l'AP-HP.

### Organisation interne: la «Nouvelle AP-HP»
Depuis le 1er janvier 2020, l’AP-HP est structurée en 6 groupes hospitalo-universitaires, composés chacun de plusieurs hôpitaux.
L’AP-HP a mis en place une nouvelle organisation fédérative. L’AP-HP poursuit ainsi sa reconfiguration pour que les décisions soient plus proches des équipes et des services. Cela permet également aux groupes hospitalo-universitaires nouvellement créés de renforcer leurs liens avec les Universités, leurs territoires et leurs partenaires et ainsi de renforcer la qualité des soins et de la recherche pour tous les patients.

#### Pôle d'Intérêt Commun PIC
L'AP-HP dispose parmi les pôles d'intérêt commun :
- d'une Centrale d'achat d'équipements techniques, hôteliers, alimentaires, informatique et de prestations de services nommée : A.C.H.A.T (Achats centraux hôteliers et alimentaires) ;
- d'un PIC composé d'un Service Centrale des Ambulances (SCA) composé d'un service de Gestion des Transports Sanitaires (GTS) chargé de la commande des ambulances, et d'un service dédié a la fourniture des Unités Mobile Hospitalières (UMH) des SAMU et SMUR, ce service fourni aussi les ambulanciers de SMUR, d'un service Sécurité Maintenance et Service SMS (achat réparation des véhicules, d'une imprimerie, gestion des groupes électrogènes) et d'un service centrale de Blanchisserie (un sur le site de la pitié-salpetrière, un sur le site de Mac Donald Paris nord)
- d'une Agence générale des équipements et produits de santé (AGEPS) en matière pharmaceutique ;
- d'un important service d'archives qui est dorénavant sur le CHU du kremlin-Bicêtre bâtiment Mathieu-Jaboulay.

- d'une bibliothèque historique ;
- d'un musée autrefois situé dans l'hôtel de Miramion, qui expose le patrimoine de l'AP-HP : par exemple pour les festivités du bicentenaire de l'internat (2002), une exposition sur les salles de garde y a été présentée.

### Instances de représentation du personnel
Les organes consultatifs des établissements publics de santé sont présents à l'AP-HP à la fois au niveau central et au niveau local (c'est-à-dire désormais celui des Groupes Hospitaliers) :
| Instances des établissements publics de santé                       | Niveau central                                                               | Niveau local                                                               |
| ------------------------------------------------------------------- | ---------------------------------------------------------------------------- | -------------------------------------------------------------------------- |
| Commission médicale d'établissement                                 | Commission médicale d'établissement                                          | Commission médicale d'établissement locale                                 |
| Comité social d'établissement                                       | Comité social central d'établissement                                        | Comité social d'établissement local                                        |
| Commission des soins infirmiers, de rééducation et médicotechniques | Commission centrale des soins infirmiers, de rééducation et médicotechniques | Commission des soins infirmiers, de rééducation et médicotechniques locale |

Une formation spécialisée en matière de santé, de sécurité et de conditions de travail peut être placée auprès de chaque comité social. 

### Contrôle de légalité
Le contrôle de légalité sur les actes et le fonctionnement de l'établissement est assuré par le directeur général de l'agence régionale de santé (ARS) de l'Île-de-France. Toutefois, les décisions à caractère financier sont contrôlées conjointement par le directeur général de l'ARS et des ministres chargés de la Santé, de la Sécurité sociale et du Budget.
L'AP-HP est soumise au contrôle général économique et financier de l'État et notamment à celui de la Chambre régionale des comptes d'Île-de-France.

### Comptabilité
Comme pour tous les établissements publics, un comptable public de l’État exécute les opérations financières de l'AP-HP en opérant des contrôles visant à protéger ses fonds publics. Il s'agit en l'occurrence de la direction spécialisée de finances publiques pour l’AP-HP dépendant de la direction générale des Finances publiques.

## Personnel
L'Assistance publique – Hôpitaux de Paris est le plus important employeur d'Île-de-France, premier bassin d'emploi français. Elle emploie plus de 100 000 personnes, dont 12 300 médecins (2021) et des fonctionnaires de la fonction publique hospitalière (FPH).

## Patrimoine
L’AP-HP est le quatrième propriétaire foncier d’Île-de-France. Elle gère un patrimoine foncier et immobilier très étendu et diversifié, implanté sur 29 départements de France métropolitaine et 127 communes. Ce patrimoine atypique englobe à la fois un domaine public hospitalier, affecté à ses missions de CHU (soins, enseignement, recherche) (396 ha de superficie foncière et 3,5 millions de mètres carrés de locaux bâtis répartis sur 52 sites hospitaliers) et un domaine privé de 841 ha comprenant des immeubles de logements pour le personnel de l’AP-HP, des commerces, des terres agricoles, des forêts et des biens divers. L'AP-HP est par ailleurs engagé, avec les autres opérateurs de l'État à Paris (La Poste, SNCF, etc.), dans un long processus de valorisation et de cession des actifs immobiliers non hospitaliers visant à améliorer l'offre de logements.

## Budget et déficits
L'AP-HP prévoit un déficit de 174 millions d'euros en 2017, pour un budget annuel de 7,3 milliards d'euros. La cour des comptes, dans un rapport de 2019 sur la dette des entités publiques, a toutefois préconisé un changement du mode de gestion de celle-ci sur le modèle de la cades.
En 2021, le déficit est de 290 millions d'euros pour un budget de 7,8 milliards d'euros. L'endettement a augmenté de 47 %, passant de 2,1 milliards d'euros en 2014 à 3,1 milliards d'euros en 2021.
En 2024, le déficit atteint 460 millions.

### Politique de réduction des déficits
Pour parvenir à l'équilibre budgétaire, un plan d'économie annoncé en janvier 2010 vise à économiser entre 90 et 100 millions d'euros par an d'ici 2012.
Or 70 % du budget correspond à la masse salariale. D'ici à 2012, entre 3 000 et 4 000 emplois seront supprimés dans les hôpitaux de l'AP-HP sur un total de 92 000 postes. La moitié environ concernera le personnel soignant et les praticiens hospitaliers (médecins, pharmaciens, odontologistes) l'autre moitié le personnel administratif.
Par ailleurs, d'ici à 2020, l'AP-HP, qui regroupe en 2010 37 hôpitaux et 676 services cliniques, pourrait réduire de quelques sites le nombre de ses hôpitaux. De nombreuses réorganisations sont envisagées: les services de chirurgie de l'Hôpital Cochin et de l'Hôtel-Dieu de Paris devraient être regroupés, tout comme les services d'ORL de l'Hôpital Saint-Louis et de Hôpital Lariboisière. 450 millions d'euros seront investis dans la modernisation des établissements. L'organisme a enfin décidé de se dessaisir d'une grande partie de sa fortune foncière, en particulier des terres agricoles, des immeubles et des forêts issus des legs consentis aux hôpitaux de Paris. Le rythme des cessions devrait atteindre les dix millions d'euros par an.

### Dette des patients résidant à l'étranger
En 2014, la dette accumulée des patients résidant à l'étranger atteint près de 120 millions d'euros : en tête, l'Algérie avec 31,6 millions d'euros, puis le Maroc (11 millions), les États-Unis (5,7 millions), la Belgique (4,9 millions) et la Tunisie (4,7 millions). Ces impayés équivalaient alors à trois ans de déficit.
Parmi les patients étrangers, en 2015, le roi d'Arabie Saoudite Salmane ben Abdelaziz Al Saoud laisse une facture impayée de 3,7 millions d’euros. Selon la presse, cette dette ne sera pas réclamée.
Aussi, dès novembre 2016, l'AP-HP déclare appliquer la règle : pour tout non résident, les soins et interventions programmés sont payés à l'avance[source insuffisante].
En 2023, la dette de l’Algérie vis-à-vis de l'AP-HP s'élève à 44,9 millions d’euros.

## Liste des hôpitaux de l'AP-HP
La plupart des 41 hôpitaux de l'AP-HP sont situés à Paris ou dans la petite couronne. Toutefois, elle gère aussi des centres situés dans les autres départements d'Île-de-France et en province. Ces établissements non franciliens sont le témoin des legs dont a pu bénéficier la direction générale de l'Assistance publique dans son histoire.

### Paris

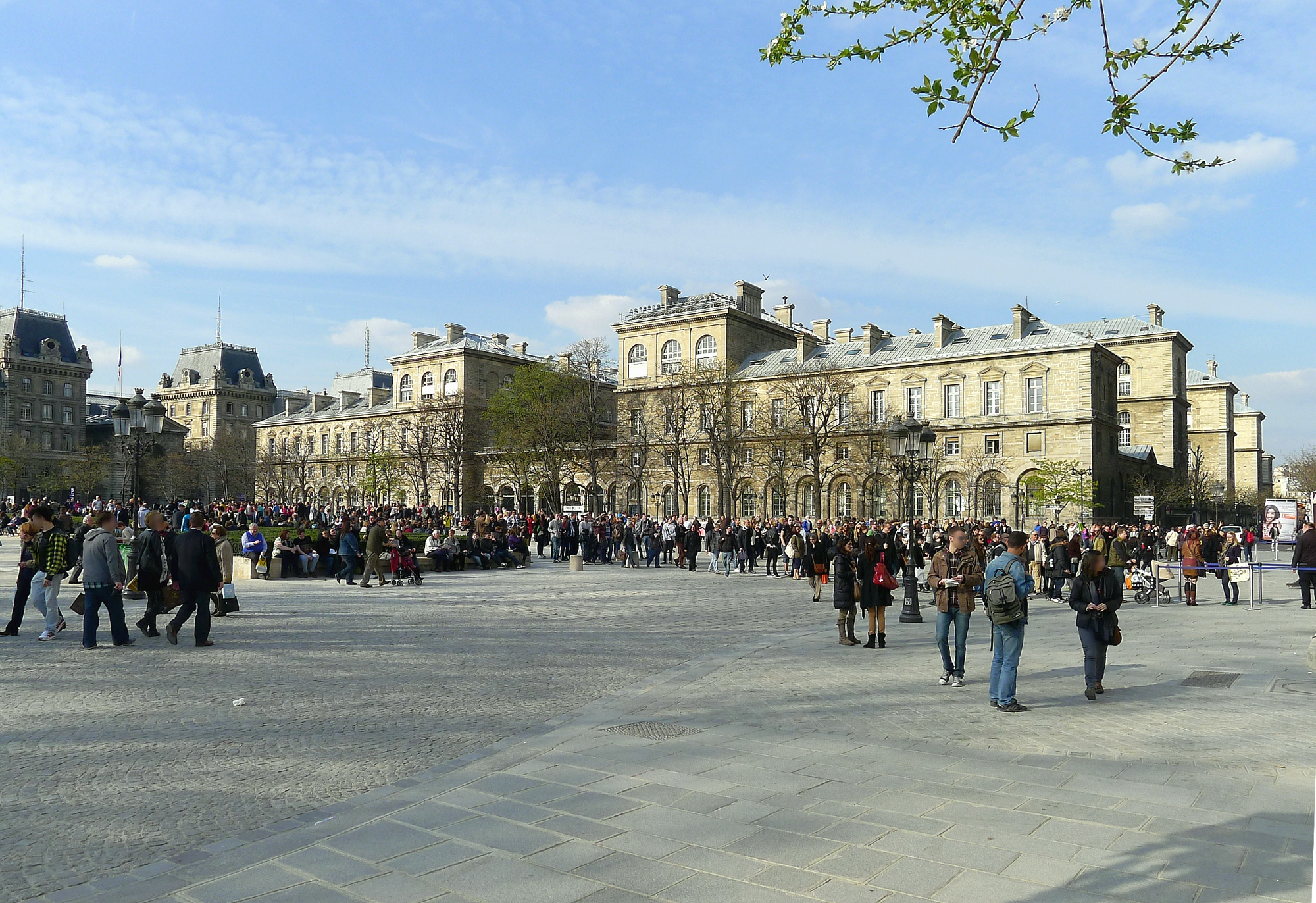
L'Hôtel-Dieu vue du parvis de Notre-Dame.

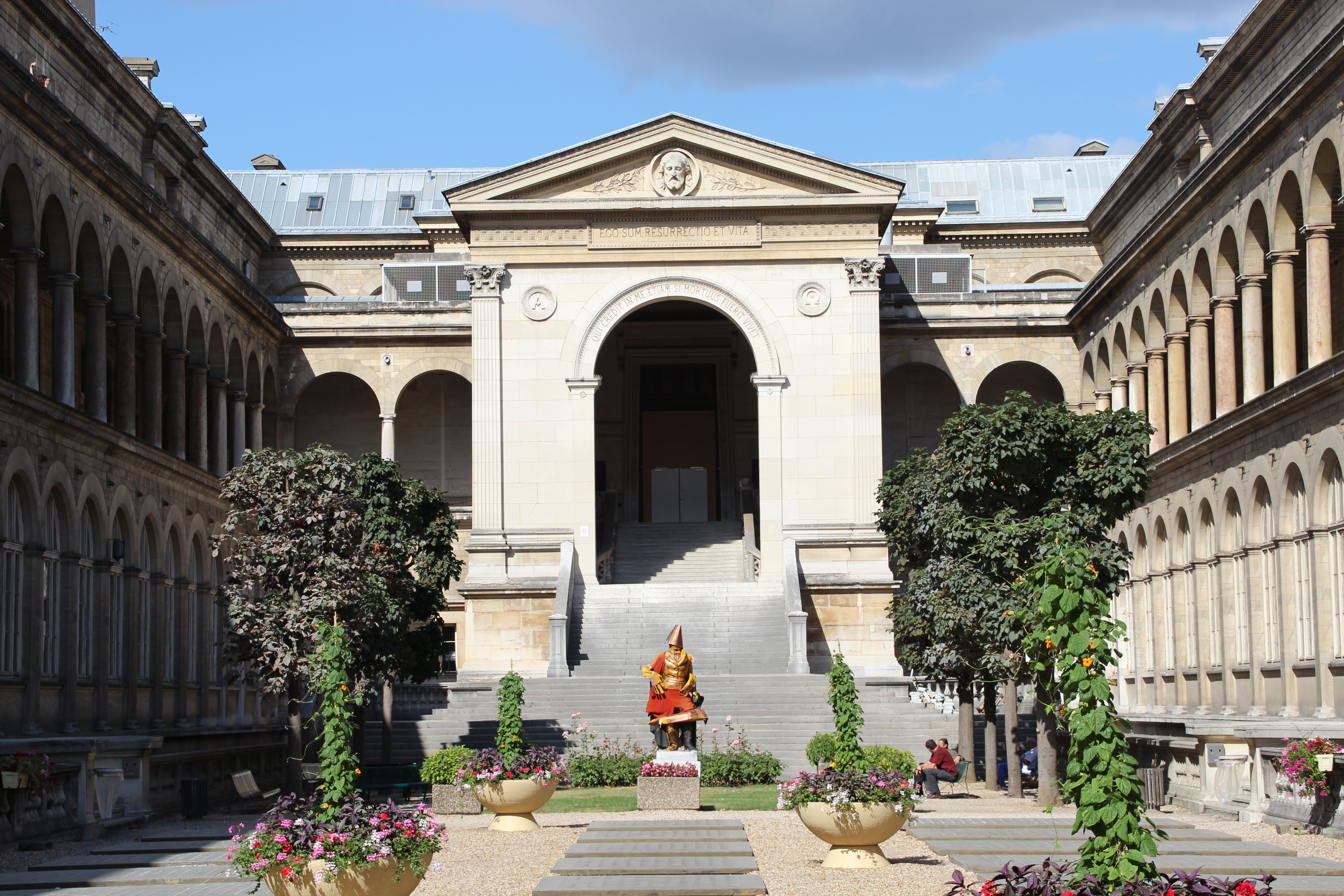
Cour intérieure de l'Hôtel-Dieu.

- Liste des hôpitaux et hospices de Paris
- Hôtel-Dieu
- Bichat / Claude-Bernard
- Pierre Bretonneau
- Broca
- Cochin
- La Collégiale
- Robert-Debré
- Lariboisière
- Necker-Enfants malades
- Pitié-Salpétrière
- Hôpital européen Georges-Pompidou
- Rothschild
- Saint-Antoine
- Saint-Louis
- Sainte-Périne
- Tenon
- Trousseau
- Hôpital Vaugirard - Gabriel-Pallez
- Fernand-Widal

### Hauts-de-Seine
- Boulogne-Billancourt : Ambroise-Paré
- Clamart : Antoine-Béclère
- Clichy : Beaujon
- Colombes : Louis-Mourier
- Garches : Raymond-Poincaré
- Issy-les-Moulineaux : Corentin-Celton

### Seine-Saint-Denis
- Bobigny : Avicenne
- Bondy : Jean-Verdier
- Sevran : René-Muret / Bigottini

### Val-de-Marne
- Créteil : Albert-Chenevier
- Créteil : Henri-Mondor
- Ivry-sur-Seine : Charles-Foix / Jean-Rostand
- Le Kremlin-Bicêtre : Kremlin-Bicêtre
- Limeil-Brévannes : Émile-Roux
- Villejuif : Paul-Brousse

### Autres départements d'Île-de-France
- Champcueil (Essonne) : Georges-Clemenceau
- Draveil (Essonne) : Joffre-Dupuytren
- La Roche-Guyon (Val-d'Oise) : Hôpital de La Roche-Guyon

### Autres départements en France
- Hôpital Villemin-Paul-Doumer de Liancourt, dans l'Oise
- Hôpital maritime de Berck, dans le Pas-de-Calais
- Hôpital héliomarin d'Hendaye, dans les Pyrénées-Atlantiques
- Hôpital San Salvadour de Hyères, dans le Var.

### Sites non hospitaliers
- Siège de l'AP-HP : au sein de l'hôpital Saint-Antoine, précédemment avenue Victoria ;
- Adélaïde-Hautval : EHPAD à Villiers-le-Bel, Val-d'Oise ;
- Centre de formation spécialisé pour le corps infirmier au sein de l'hôpital Broussais, à Paris 14e ;
- Campus Picpus : centre de formation générale situé à côté de l'hôpital Rotschild, à Paris 12e  ;
- Agence générale des équipements et produits de santé (AGEPS) : Paris 5e  ;
- Plateforme logistique de l'AGEPS : Nanterre, Hauts-de-Seine.

## Liste des 6 groupes hospitalo-universitaires de l'AP-HP
| Groupe                                                 | Nom des Hôpitaux |
| ------------------------------------------------------ | --- |
| AP-HP. Centre - Université Paris Cité                  | - Cochin - Hôtel-Dieu - Broca - Necker-Enfants Malades - Hôpital européen Georges-Pompidou - Corentin-Celton - Vaugirard-Gabriel-Pallez |
| AP-HP. Sorbonne Université                             | - Pitié-Salpêtrière - Charles-Foix - Tenon - Saint-Antoine - Rothschild - Armand-Trousseau - La Roche-Guyon                             |
| AP-HP. Nord - Université Paris Cité                    | - Saint-Louis - Lariboisière - Fernand-Widal - Bichat - Beaujon - Louis-Mourier - Bretonneau - Adélaïde-Hautval - Robert-Debré          |
| AP-HP. Hôpitaux Universitaires Henri Mondor            | - Henri-Mondor - Albert-Chenevier - Emile-Roux - Joffre-Dupuytren - Georges-Clemenceau                                                  |
| AP-HP. Université Paris Saclay                         | - Bicêtre - Paul-Brousse - Antoine-Béclère - Raymond Poincaré - Berck - Ambroise-Paré - Sainte-Périne                                   |
| AP-HP. Hôpitaux Universitaires Paris Seine-Saint-Denis | - Avicenne - Jean-Verdier - René-Muret                                                                                                  |

Hors groupe :
- Hôpital marin d'Hendaye (Pyrénées-Atlantiques)
- Hôpital San Salvadour d’Hyères (Var)
- Hôpital Villemin-Paul-Doumer à Liancourt (Oise)
- Hospitalisation à domicile (HAD) ne sont pas inclus dans un groupe.

## Musée de l'AP-HP
Le musée de l'AP-HP, inauguré le 28 avril 1934, témoigne de l'histoire de la grande administration, héritière des actions charitables de l'Ancien Régime et engagée depuis sa création sur la voie de la recherche et du progrès médical. Ce musée a fermé ses portes en juin 2012 dans l'attente de sa relocalisation à venir.

## Liste des directeurs généraux
- 1849-1859 : Henri Davenne
- 1859-1870 : Armand Husson
- 1870-1871 : Michel Möring
- 1871-1874 : Charles Blondel
- 1874-1878 : Edmond de Nervaux
- 1878-1880 : Michel Möring
- 1880-1884 : Charles Quentin
- 1884-1898 : Dr Ernest Peyron
- 1898-1901 : Dr Henri Napias
- 1901-1902 : Charles Mourier
- 1902-1920 : Gustave Mesureur
- 1920-1938 : Dr Louis Mourier
- 1938-1944 : Serge Gas
- 1944-1949 : Maurice Lévêque
- intérim 1949 : André Cavaillon
- 1949-1962 : Dr Xavier Leclainche
- 1962-1969 : Pierre Damelon
- 1969-1985 : Gabriel Pallez
- 1985-1989 : Jean Choussat
- 1989-1993 : François Stasse
- 1993-1997 : Alain Cordier
- 1997-2002 : Antoine Durrleman
- 2002-2006 : Rose-Marie Van Lerberghe
- 2006-2010 : Benoît Leclercq
- 2010-2013 : Mireille Faugère
- 2013-2022 : Martin Hirsch
- Depuis 2022 : Nicolas Revel